# Iniciativa Chiang Mai
La Iniciativa Chiang Mai es un acuerdo multilateral swap de divisas entre los 10 miembros de la Asociación de Naciones del Sudeste Asiático (ASEAN), China (incluido Hong Kong), Japón y Corea del Sur. Esta iniciativa se basa sobre depósitos de moneda de 120 millardos dólares y fue lanzada el 24 de marzo de 2010. En 2012 estos depósitos se gastarán 240 millardos de dólares. 
La iniciativa empiezo con una serie de acuerdos bilaterales de swap de divisas después de un encuentro el 6 de mayo de 2000 en Chiang Mai (Tailandia) entre los países de la ASEAN Plus Three (países de la ASEAN, China, Japón y Corea del Sur). Después de la crisis financiera asiática en 1997 los miembros de la ASEAN empezaron esta iniciativa para resolver los problemas de liquidez a corto plazo y para facilitar el trabajo de otros arreglos financieros de organizaciones internacionales como el Fondo Monetario Internacional. 
En mayo de 2007 en la décima reunión del Ministerio de Finanzas futuros del ASEAN+3 varios progresos fueron decididos. El objetivo de la iniciativa fue de expandir los intercambios bilaterales de los miembros de la ASEAN. Además la iniciativa busca ayudar instituciones como el FMI. Pero la crisis financiera de 2007 demostró que la iniciativa no cumplió con su objetivo y necesita más desarrollo: Corea y Singapur hicieron uso de la Reserva Federal de los Estados Unidos para como forma de asegurar la liquidez en lugar de buscar la provisión liquidativa para el CMI e Indonesia buscó apoyo de China y Japón. Los legisladores decidieron así crear un mejor acuerdo de reserva para promover el multilateralismo, el CMIM (Chiang Mai Initiative Multilateralisation).
La AMRO (Asean+3 Macroeconomic Research Office) es la unidad de control macroeconómico que forma también parte de la Iniciativa Chiang Mai.  Esta sirve para supervisar y analizar las economías regionales de la región y así detectar los riesgos potenciales, con el objetivo de reaccionar rápidamente con medidas correctoras de la Iniciativa de Chiang Mai.